# Чухванцев, Валерий Николаевич
Валерий Николаевич Чухванцев (род. 11 ноября 1961, Ижевск) — советский и российский военный лётчик, Герой России (2008), подполковник, военный лётчик 1-го класса.

## Биография
Родился 11 ноября 1961 года в городе Ижевске Удмуртской АССР. Окончил среднюю школу. После её окончания  в 1979 году — в Вооружённых силах СССР. Окончил Саратовское высшее военное авиационное училище летчиков в 1983 году. (на вертолётчика). Служил в различных авиационных вертолётных частях. Принимал участие в ликвидации межнациональных вооружённых конфликтов на территории бывшего СССР, международной миротворческой операции ООН в Судане (в составе 1 ротации Российской авиационной группы Миссии ООН в Судане) в мае — декабре 2006 года. Воевал на первой и второй чеченских войнах. Длительное время проходит службу в 55-м отдельном вертолётном полку 4-й армии ВВС и ПВО Северо-Кавказского военного округа (город Кореновск Краснодарского края). Был заместитель командира вертолётной эскадрильи в звании майора. Один из опытнейших боевых вертолётчиков полка. К 2008 году имел общий боевой счёт почти в 2 000 боевых вылетов на перевозку и десантирование войск, эвакуацию раненых с поля боя, доставку вооружения и боеприпасов в ведущие бой наземные подразделения. Налёт В. Чухванцева составлял свыше 3 600 часов.

## Подвиг
17 мая 2008 года заместитель командира вертолётной эскадрильи Валерий Чухванцев выполнял приказ по эвакуации раненых из состава группы войскового спецназа, окруженной боевиками в Урус-Мартановском районе Чеченской республики. Не имея возможности по условиям рельефа местности произвести посадку вертолёта, принял решение зависнуть над позицией группы. Удерживал тяжёлый Ми-8 в режиме зависания, пока на борт при помощи лебёдки были подняты трое тяжелораненых. Всё это время по вертолёту непрерывно вели огонь боевики, машина получила десятки пробоин, были повреждены редукторный отсек, правый двигатель, кабина экипажа, грузовая кабина. На борту вертолёта возник пожар.
После завершения приема раненых, имея последнего из них на ещё не поднятом в кабину тросе, на минимальной высоте на одном работающем двигателе вывел вертолёт из-под обстрела, а затем 8 километров вёл его над горами. Все это время экипаж самоотверженно боролся за спасение Ми-8. Выведя вертолёт к расположению ближайшей российской воинской части в район села Тандо, аккуратно приземлил остававшегося на спасательном тросе раненного, затем посадил продолжающий дымиться вертолёт. Произведя эвакуацию остальных раненых и медперсонала, вместе с экипажем потушил пожар, исправил наиболее опасные повреждения и благополучно привел вертолёт на свой аэродром.
В 2009 году подполковник Чухванцев служил на должности заместителя командира 55-го отдельного вертолётного полка по воспитательной работе.

## В настоящее время
Уволен в запас. Работает в ОАО «Климов» (Объединенная двигателестроительная корпорация), разрабатывающее и выпускающее авиационные двигатели. На данном предприятии Валерий Чухванцев возглавляет первичную профсоюзную организацию ОАО «Климов», входящую в Российский профсоюз трудящихся авиационной промышленности (Профавиа). Заключаемый профсоюзной организацией ОАО «Климов» под руководством Валерия Чухванцева коллективный договор с руководством предприятия неоднократно становился победителем регионального профсоюзного конкурса, проводимого Ленинградской Федерацией профсоюзов.
Делегат XII Съезда Федерации независимых профсоюзов России (ФНПР)

## Награды и звания
- Герой Российской Федерации (2008)[4],
- Медаль «Золотая Звезда» (указ от 19 сентября 2008, № 927),
- Три ордена Мужества,
- Орден «За военные заслуги»,
- Орден Дружбы (30 декабря 2022 года) — за активную общественную деятельность и большой вклад в патриотическое воспитание молодежи[5]
- Медаль «За отвагу»,
- Медаль Нестерова,
- Медали СССР,
- Медали РФ,
- Почётный знак «За особый вклад в развитие Санкт-Петербурга» (4 декабря 2024 года) — за особые заслуги перед Санкт-Петербургом в профессиональной или общественной деятельности[6].